# Ménologe de Basile II
Le Ménologe de Basile II est un manuscrit enluminé contenant un synaxaire, livre liturgique orthodoxe, daté de la fin du Xe au début du XIe siècle. Contenant 430 pages et autant de miniatures, il est actuellement conservé à la bibliothèque apostolique vaticane. C'est un des manuscrits byzantins les plus célèbres.

## Historique

Extrait du Ménologe de Basile II, représentant des bulgares massacrant des Byzantins.

Le manuscrit est copié et peint à Constantinople sur commande ou à destination de l'empereur Basile II. Il a été réalisé entre 979 et les premières années du XIe siècle. Au cours du XIVe siècle, il appartient à un médecin génois qui réside sur place. Au cours du XVe siècle, il appartient à Ludovic Sforza, duc  de Milan. Au tout début du XVIIe siècle, le cardinal Paolo Emilio Sfondrati le donne au pape Paul V. Le manuscrit est toujours conservé à la bibliothèque vaticane. 

## Description
Le manuscrit n'est en réalité pas un ménologe, mais un synaxaire : un livre liturgique contenant la liste des saints et des fêtes quotidiennes avec une courte description de seize lignes sur chaque page. L'ouvrage ne contient que les fêtes de septembre à février. Le reste de l'année n'a sans doute jamais été réalisé, certains feuillets restant inachevés. La plupart des synaxaires sont d'usage courant et ne sont pas enluminés. Les miniatures n'ont aucune fonction liturgique mais peut-être plutôt prophylactique. Il a peut-être été commandé par le roi afin de se faire protéger par un maximum de saints. Le manuscrit a par contre inspiré l'illustration de nombreux ménologes. 
Les miniatures, au nombre de 430 et occupant la moitié de chacune des pages, représentent des saints, apôtres, martyrs, anges, mais aussi les grandes fêtes religieuses. La majorité des scènes représentent des scènes de martyres. Huit enlumineurs distincts ont réalisé les peintures : leur nom est inscrit auprès de chacune de leurs réalisations : Pantaléon (79 miniatures), Nestor (71), Michel le Jeune (65), Michel des Blachernes (49), Georges (44), Siméon (32), Ménas (27). Les feuillets du manuscrit ont sans doute été distribués entre les enlumineurs pour être peints simultanément, et ce, dans un délai très court.

#### Éditions
- Menologium Graecorum, Patrologia Graeca 117, col. 19-614, Paris, 1894 [lire en ligne]

#### Études
- (en) Helen C. Evans et William D. Wixom, The glory of Byzantium : art and culture of the Middle Byzantine era, A.D. 843-1261, New York, The Metropolitan Museum of Art, 1997, 574 p. (ISBN 9780810965072, lire en ligne), p. 100-101 (notice 55)
- Georgette Cornu et Marielle Martiani-Reber, « Étoffes et vêtements dans le Ménologe de Basile II. Reflets des courants d'échanges entre Byzance et le monde islamique », Quaderni di Studi Arabi, vol. 15,‎ 1997, p. 45-64 (lire en ligne)
- (en) I. Ševčenko, « The Illuminators of the Menologium of Basil II », Dumbarton Oaks Papers, xvi (1962), p. 244–70
- (en) N. P. Ševčenko, Illustrated Manuscripts of the Metaphrastian Menologion, University of Chicago Press, Chicago, 1990